# Gambrus extrematis
Gambrus extrematis är en stekelart som först beskrevs av Cresson 1864.  Gambrus extrematis ingår i släktet Gambrus och familjen brokparasitsteklar. Inga underarter finns listade i Catalogue of Life.